# Yayuk Basuki
Yayuk Basuki (ur. 30 listopada 1970 w Yogyakarcie) – indonezyjska tenisistka, zwyciężczyni zawodowych turniejów w grze pojedynczej i podwójnej, reprezentantka w Pucharze Federacji, olimpijka.
Jest córką oficera policji, treningi tenisowe rozpoczęła w wieku 7 lat. Uczęszczała do centrum sportowego w Dżakarcie oraz studiowała w Akademii Bankowości tamże. Oficjalną karierę zawodową rozpoczęła w 1990. Rok później jako pierwsza Indonezyjka triumfowała w turnieju zawodowym, wygrywając imprezę w Pattaya. W latach 1991–1994 odniosła łącznie sześć singlowych zwycięstw w cyklu WTA Tour, wszystkie w Azji. Była ponadto w dwóch finałach, w tym w turnieju na kortach trawiastych w Birmingham. Największym osiągnięciem Basuki w turnieju wielkoszlemowym był ćwierćfinał Wimbledonu w 1997 i wynik ten znacznie przyczynił się do awansu Indonezyjki na 19. miejsce w rankingu światowym gry pojedynczej w październiku 1997. Latem 1996 Basuki była w półfinale turnieju Canadian Open, notując zwycięstwa nad m.in. Ivą Majoli (nr 4 WTA), Amy Frazier i Jeleną Lichowcewą.
Jeszcze większe sukcesy Basuki odniosła w grze podwójnej. W lipcu 1998 została sklasyfikowana na 9. miejscu na świecie w deblu. Najlepszą parę tworzyła z Holenderką Caroline Vis, z którą wygrała cztery turnieje (dodatkowo cztery finały), w tym Canadian Open w 1997, oraz trzy razy kwalifikowała się do turnieju Masters (1996, 1997, 1998). W 1998 Basuki i Vis osiągnęły półfinał Masters, eliminując najwyżej rozstawione Martinę Hingis i Janę Novotną. Łącznie Basuki wygrała dziewięć turniejów deblowych i zaliczyła osiem dalszych finałów. Karierę przerwała w 1999 po urodzeniu dziecka. Powróciła do rywalizacji w 2000 i odniosła jeszcze kilka sukcesów (głównie deblowych), a ostatecznie zakończyła karierę sportową na początku 2004. Jej zawodowe zarobki na korcie przekroczyły półtora miliona dolarów.
Yayuk Basuki była obok Japonek Kimiko Date i Naoko Sawamatsu czołową tenisistką azjatycką w połowie lat 90. Sezony 1991–1998 regularnie kończyła w czołowej pięćdziesiątce na świecie. Niewysoka (164 cm), praworęczna, bekhend grała jedną ręką i preferowała styl ofensywny, dzięki czemu mogła liczyć na sukcesy na szybkich nawierzchniach. Na wimbledońskiej trawie poza ćwierćfinałem w 1997 cztery razy dochodziła do 1/8 finału i trzy razy do 1/16 finału. W latach 1985–2001 występowała w reprezentacji narodowej w Pucharze Federacji, wygrywając łącznie 58 spotkań (na 28 porażek). W ramach tych rozgrywek odniosła szereg cennych zwycięstw, m.in. nad Patty Schnyder, Martiną Hingis, Silvią Fariną, Gabrielą Sabatini.
Basuki broniła barw narodowych również na igrzyskach olimpijskich. W debiucie w Seulu w 1988, gdzie grała tylko w singlu, odpadła już w I rundzie. W Barcelonie w 1992 dotarła do III rundy, eliminując rozstawioną Francuzkę Mary Pierce, a ulegając późniejszej mistrzyni Jennifer Capriati (w deblu w parze z Suzanną Wibowo odpadła w I rundzie z Niemkami Anke Huber i Steffi Graf). W Atlancie (1996) start singlowy Basuki zakończyła na I rundzie (porażka z rozstawioną Słowaczką Kariną Habšudovą), a deblowy – z Romaną Tedjakusumą – na II rundzie (porażka z Novotną i Sukovą). W Sydney w 2000 wystąpiła tylko w deblu, odpadając w I rundzie z Japonkami Sugiyamą i Miyagi (partnerowała jej Wynne Prakusya). W 1998 Yauk Basuki triumfowała w grze pojedynczej na igrzyskach azjatyckich, pokonując w finale Tajkę Tamarine Tanasugarn.
W styczniu 1994 Basuki wyszła za mąż za swojego trenera Hary Suharyadi. Sukcesy sportowe przyniosły jej szereg nagród, m.in. kilkakrotnie tytuł sportowca roku w Indonezji oraz nagrodę prezydenta Sukarno w 1991, a także wyróżnienia WTA Tour.
W 2008 wznowiła karierę – występuje jednak tylko w grze podwójnej. W 2010 roku, partnerując Kimiko Date-Krumm, zagrała w wielkoszlemowym Australian Open. Przegrały w pierwszej rundzie z rozstawionymi z nr 10, Sanią Mirzą i Virginią Ruano Pascual.

## Finały turniejów WTA
| Legenda                | Legenda |
| ---------------------- | ------- |
| Wielki Szlem           |         |
| Igrzyska olimpijskie   |         |
| WTA Tour Championships |         |
| 1988 – 2008            |         |
| Kategoria I            |         |
| Kategoria II           |         |
| Kategoria III          |         |
| Kategoria IV           |         |
| Kategoria V            |         |

### Gra pojedyncza
| Końcowy wynik | Nr | Data             | Turniej      | Nawierzchnia | Przeciwniczka    | Wynik finału  |
| ------------- | -- | ---------------- | ------------ | ------------ | ---------------- | ------------- |
| Zwyciężczyni  | 1. | 21 kwietnia 1991 | Pattaya      | Twarda       | Naoko Sawamatsu  | 6:2, 6:2      |
| Zwyciężczyni  | 2. | 26 kwietnia 1992 | Kuala Lumpur | Twarda       | Andrea Strnadová | 6:3, 6:0      |
| Zwyciężczyni  | 3. | 18 kwietnia 1993 | Pattaya      | Twarda       | Marianne Werdel  | 6:3, 6:1      |
| Zwyciężczyni  | 4. | 2 maja 1993      | Dżakarta     | Twarda       | Ann Grossman     | 6:4, 6:4      |
| Zwyciężczyni  | 5. | 20 lutego 1994   | Pekin        | Twarda       | Kyōko Nagatsuka  | 6:4, 6:2      |
| Zwyciężczyni  | 6. | 1 maja 1994      | Dżakarta     | Twarda       | Florencia Labat  | 6:4, 3:6, 7:6 |
| Finalistka    | 1. | 14 kwietnia 1996 | Dżakarta     | Twarda       | Linda Wild       | walkower      |
| Finalistka    | 2. | 16 czerwca 1997  | Birmingham   | Trawiasta    | Nathalie Tauziat | 6:2, 2:6, 2:6 |

### Gra podwójna
| Końcowy wynik | Nr | Data                 | Turniej     | Nawierzchnia | Partnerka          | Przeciwniczki                            | Wynik finału  |
| ------------- | -- | -------------------- | ----------- | ------------ | ------------------ | ---------------------------------------- | ------------- |
| Finalistka    | 1. | 10 listopada 1991    | Brentwood   | Dywanowa     | Caroline Vis       | Sandy Collins Elna Reinach               | 7:5, 4:6, 6:7 |
| Finalistka    | 2. | 27 września 1992     | Tokio       | Twarda       | Nana Miyagi        | Mary Joe Fernández Robin White           | 4:6, 4:6      |
| Zwyciężczyni  | 1. | 3 października 1993  | Sapporo     | Twarda       | Nana Miyagi        | Yone Kamio Naoko Kijimuta                | 6:4, 6:2      |
| Zwyciężczyni  | 2. | 10 października 1993 | Tajpej      | Twarda       | Nana Miyagi        | Jo-Anne Faull Kristine Radford           | 6:4, 6:2      |
| Finalistka    | 3. | 10 kwietnia 1994     | Tokio       | Twarda       | Nana Miyagi        | Mami Donoshiro Ai Sugiyama               | 4:6, 1:6      |
| Finalistka    | 4. | 17 kwietnia 1994     | Pattaya     | Twarda       | Nana Miyagi        | Patty Fendick Meredith McGrath           | 6:7, 6:3, 3:6 |
| Zwyciężczyni  | 3. | 13 listopada 1994    | Surabaya    | Twarda       | Romana Tedjakusuma | Kyōko Nagatsuka Ai Sugiyama              | walkower      |
| Zwyciężczyni  | 4. | 14 stycznia 1996     | Hobart      | Twarda       | Kyōko Nagatsuka    | Kerry-Anne Guse Park Sung-hee            | 7:6, 6:3      |
| Zwyciężczyni  | 5. | 25 maja 1996         | Strasburg   | Ceglana      | Nicole Bradtke     | Marianne Werdel Witmeyer Tami Jones      | 5:7, 6:4, 6:4 |
| Zwyciężczyni  | 6. | 10 sierpnia 1997     | Los Angeles | Twarda       | Caroline Vis       | Łarysa Sawczenko-Neiland Helena Suková   | 7:6, 6:3      |
| Zwyciężczyni  | 7. | 17 sierpnia 1997     | Montreal    | Twarda       | Caroline Vis       | Nicole Arendt Manon Bollegraf            | 3:6, 7:5, 6:4 |
| Finalistka    | 5. | 28 września 1997     | Lipsk       | Dywanowa     | Helena Suková      | Martina Hingis Jana Novotná              | 2:6, 2:6      |
| Finalistka    | 6. | 2 listopada 1997     | Moskwa      | Dywanowa     | Caroline Vis       | Arantxa Sánchez Vicario Natalla Zwierawa | 3:5 krecz     |
| Finalistka    | 7. | 24 maja 1998         | Strasburg   | Ceglana      | Caroline Vis       | Alexandra Fusai Nathalie Tauziat         | 4:6, 3:6      |
| Finalistka    | 8. | 23 sierpnia 1998     | Montreal    | Twarda       | Caroline Vis       | Martina Hingis Jana Novotná              | 3:6, 4:6      |
| Zwyciężczyni  | 8. | 19 listopada 2000    | Pattaya     | Twarda       | Caroline Vis       | Tina Križan Katarina Srebotnik           | 6:3, 6:3      |
| Zwyciężczyni  | 9. | 24 lutego 2001       | Dubaj       | Twarda       | Caroline Vis       | Åsa Svensson Karina Habšudová            | 6:0, 4:6, 6:2 |